# Národní basketbalová liga 2005-2006
La Národní basketbalová liga 2005-2006 è stata la 14ª edizione del massimo campionato ceco di pallacanestro maschile. La vittoria finale è stata ad appannaggio del ČEZ Nymburk.

## Regular season
|     | Squadra             | G  | V  | P  | PF   | PS   | Pt. | Qualificazione      |
| --- | ------------------- | -- | -- | -- | ---- | ---- | --- | ------------------- |
| 1.  | ČEZ Nymburk         | 22 | 21 | 1  | 2143 | 1664 | 42  | poule scudetto      |
| 2.  | Prostějov           | 22 | 17 | 5  | 2044 | 1803 | 39  | poule scudetto      |
| 3.  | Mlékárna Kunín      | 22 | 15 | 7  | 2033 | 1817 | 37  | poule scudetto      |
| 4.  | SČE Děčín           | 22 | 15 | 7  | 1868 | 1776 | 37  | poule scudetto      |
| 5.  | A Plus ŽS Brno      | 22 | 13 | 9  | 1789 | 1650 | 35  | poule scudetto      |
| 6.  | Synthesia Pardubice | 22 | 10 | 12 | 1880 | 2047 | 32  | poule scudetto      |
| 7.  | Sparta Praga        | 22 | 9  | 13 | 1833 | 1947 | 31  | poule retrocessione |
| 8.  | USK Praga           | 22 | 9  | 13 | 1776 | 1860 | 31  | poule retrocessione |
| 9.  | SČP Ústí nad Labem  | 22 | 8  | 14 | 1663 | 1779 | 30  | poule retrocessione |
| 10. | NH Ostrava          | 22 | 8  | 14 | 1778 | 1924 | 30  | poule retrocessione |
| 11. | Handicap Brno       | 22 | 4  | 18 | 1741 | 1967 | 26  | poule retrocessione |
| 12. | Sadská              | 22 | 3  | 19 | 1772 | 2086 | 25  | poule retrocessione |

## Seconda fase

### Poule scudetto
|    | Squadra             | G  | V  | P  | PF   | PS   | Pt. | Qualificazione |
| -- | ------------------- | -- | -- | -- | ---- | ---- | --- | -------------- |
| 1. | ČEZ Nymburk         | 32 | 29 | 3  | 3075 | 2464 | 61  | playoffs       |
| 2. | Prostějov           | 32 | 24 | 8  | 2933 | 2665 | 56  | playoffs       |
| 3. | Mlékárna Kunín      | 32 | 20 | 12 | 2948 | 2693 | 52  | playoffs       |
| 4. | A Plus ŽS Brno      | 32 | 19 | 13 | 2614 | 2443 | 51  | playoffs       |
| 5. | SČE Děčín           | 32 | 17 | 15 | 2659 | 2662 | 49  | playoffs       |
| 6. | Synthesia Pardubice | 32 | 12 | 20 | 2701 | 3003 | 44  | playoffs       |

### Poule retrocessione
|     | Squadra            | G  | V  | P  | PF   | PS   | Pt. | Qualificazione                     |
| --- | ------------------ | -- | -- | -- | ---- | ---- | --- | ---------------------------------- |
| 7.  | SČP Ústí nad Labem | 32 | 15 | 7  | 2413 | 2540 | 47  | playoffs                           |
| 8.  | Sparta Praga       | 32 | 15 | 17 | 2698 | 2734 | 47  | playoffs                           |
| 9.  | USK Praga          | 32 | 15 | 17 | 2587 | 2610 | 47  |                                    |
| 10. | NH Ostrava         | 32 | 13 | 19 | 2593 | 2733 | 45  |                                    |
| 11. | Handicap Brno      | 32 | 9  | 23 | 2528 | 2765 | 41  |                                    |
| 12. | Sadská             | 32 | 4  | 28 | 2522 | 2959 | 36  | retrocessa in 1. basketbalová liga |

## Playoffs
|  | Quarti di finale | Quarti di finale | Quarti di finale |                |                | Semifinali  | Semifinali | Semifinali |  |  | Finali | Finali      | Finali |
|  |                  |                  |                  |                |                |             |            |            |  |  |        |             |        |
|  | 1.               | ČEZ Nymburk      | 3                |                |                |             |            |            |  |  |        |             |        |
|  | 8.               | Sparta Praga     | 0                |                |                |             |            |            |  |  |        |             |        |
|  | 8.               | Sparta Praga     | 0                |                | 1.             | ČEZ Nymburk | 3          |            |  |  |        |             |        |
|  |                  |                  |                  |                | 1.             | ČEZ Nymburk | 3          |            |  |  |        |             |        |
|  |                  | 5.               | Děčín            | 0              |                |             |            |            |  |  |        |             |        |
|  | 4.               | 5.               | Děčín            | 0              | Brno           | 1           |            |            |  |  |        |             |        |
|  | 4.               |                  |                  |                | Brno           | 1           |            |            |  |  |        |             |        |
|  | 5.               | Děčín            | 3                |                |                |             |            |            |  |  |        |             |        |
|  |                  |                  |                  |                |                |             |            |            |  |  | 1.     | ČEZ Nymburk | 4      |
|  |                  |                  | 3.               | Mlékárna Kunín | 1              |             |            |            |  |  |        |             |        |
|  | 2.               | Prostějov        | 3                |                |                |             |            |            |  |  |        |             |        |
|  | 7.               | Ústí nad Labem   | 0                |                |                |             |            |            |  |  |        |             |        |
|  | 7.               | Ústí nad Labem   | 0                |                | 2.             | Prostějov   | 2          |            |  |  |        |             |        |
|  |                  |                  |                  |                | 2.             | Prostějov   | 2          |            |  |  |        |             |        |
|  |                  | 3.               | Mlékárna Kunín   | 3              |                |             |            |            |  |  |        |             |        |
|  | 3.               | 3.               | Mlékárna Kunín   | 3              | Mlékárna Kunín | 3           |            |            |  |  |        |             |        |
|  | 3.               |                  |                  |                | Mlékárna Kunín | 3           |            |            |  |  |        |             |        |
|  | 6.               | Pardubice        | 1                |                |                |             |            |            |  |  |        |             |        |

| Národní basketbalová liga 2005-2006 |
| ----------------------------------- |
| ČEZ Nymburk 3º titolo               |

## Squadra vincitrice
| N° | Naz.                   | Ruolo | Sportivo                      |      | Alt. |  |
| -- | ---------------------- | ----- | ----------------------------- | ---- | ---- |  |
| 4  | Rep. Ceca (bandiera)   | AP    | Ladislav Horák                | 1986 | 203  |  |
| 5  | Rep. Ceca (bandiera)   | AP    | Ladislav Sokolovský           | 1977 | 200  |  |
| 6  | Stati Uniti (bandiera) | A     | Adam Hess                     | 1981 | 201  |  |
| 7  | Belgio (bandiera)      | AP    | Charles Mandic                | 1973 | 200  |  |
| 9  | Polonia (bandiera)     | C     | Rafał Bigus                   | 1976 | 215  |  |
| 10 | Rep. Ceca (bandiera)   | G     | Pavel Beneš                   | 1975 | 190  |  |
| 11 | Rep. Ceca (bandiera)   | P     | Maurice Whitfield             | 1973 | 186  |  |
| 13 | Slovacchia (bandiera)  | AC    | Radoslav Rančík               | 1979 | 207  |  |
| 15 | Brasile (bandiera)     | C     | Michel Ferreira do Nascimento | 1978 | 207  |  |
| 16 | Rep. Ceca (bandiera)   | G     | Michal Hubálek                | 1987 | 193  |  |
| 17 | Rep. Ceca (bandiera)   | AP    | Zdeněk Hanzlík                | 1987 | 200  |  |
| 18 | Lituania (bandiera)    | AC    | Gintaras Einikis              | 1969 | 208  |  |
| 22 | Serbia (bandiera)      | AP    | Goran Savanović               | 1973 | 198  |  |
| 33 | Rep. Ceca (bandiera)   | AG    | Stanislav Votroubek           | 1981 | 215  |  |
|    | Rep. Ceca (bandiera)   | All.  | Michal Ježdík                 |      |      |  |